# Nistor Grozavu
Nistor Grozavu (n. 22 august 1959, Crasna, Cernăuți, RSS Ucraineană, URSS) este un politician moldovean, fost primar interimar al municipiului Chișinău.
Acesta s-a născut în 1959 în Crasna, Bucovina de Nord, RSS Ucraineană, într-o familie de origine română. De profesie este arhitect. 
În anul 2009 a ajuns membru al Parlamentului Republicii Moldova, fiind membru al Partidului Liberal.
A fost consilier al primarului general al Chișinăului Dorin Chirtoacă, precum și decan al Facultății de Arhitectură din cadrul Universității Tehnice din Moldova. A deținut de asemenea funcția de viceprimar al Chișinăului, atât în timpul lui Chirtoacă, cât și în timpul Silviei Radu.